# The Meddler (film 1915)
The Meddler è un cortometraggio muto del 1915 diretto da Brinsley Shaw, un attore che, nella sua carriera, lavorò anche come regista. Questo è il primo dei suoi cinque film diretti nel periodo che va dal 1915 al 1917.

## Produzione
Il film fu prodotto dall'Independent Moving Pictures Co. of America (IMP).

## Distribuzione
Distribuito dall'Universal Film Manufacturing Company, il film - un cortometraggio in due bobine - uscì nelle sale cinematografiche USA il 22 ottobre 1915.